# سهم تونی
سهم تونی (به انگلیسی: Saham Toney) یک روستا و محله مدنی در بریتانیا است که در Saham Toney واقع شده‌است. سهم تونی ۱۶٫۵۱ کیلومتر مربع مساحت و ۱٬۵۰۷ نفر جمعیت دارد.